# Club Baloncesto Breogán
Il Club Baloncesto Breogán, conosciuto anche come Breogán è una società cestistica avente sede a Lugo, situato nella comunità autonoma della Galizia in Spagna. Fondato nel 1967, gioca nella Liga ACB. Disputa le partite interne nel Pazo Provincial dos Deportes de Lugo, con una capacità di 5.310 spettatori.

## Storia
Fondata dai fratelli Varela Portas e Pardo, raggiunse per la prima volta la prima divisione spagnola nel 1970. Si tratta di uno dei club più importanti della storia cestistica della nazione iberica. Dopo sette stagioni consecutive nella Liga ACB, attualmente milita nella seconda categoria della pallacanestro spagnola, la Liga LEB Oro.
La migliore posizione in classifica, nella sua storia, il club l'ha raggiunta nella stagione 1984-85, nella quale terminò la regular season in sesta posizione, che gli permise di disputare per la prima volta una competizione europea (Coppa Korać) nella stagione successiva. Nella stagione 1985-86, il club raggiunse i quarti di finale della Coppa Korać. Quella fu anche la stagione del debutto di un giocatore del Breogán nella nazionale spagnola, e cioè di Manel Sánchez, scelto dal selezionatore Antonio Díaz Miguel. Il club si qualificò per la fase finale della Copa del Rey nella stagione 1989-90, disputata a Las Palmas, dove fu eliminato dal Club Joventut de Badalona.

## Roster 2022-2023
Aggiornato al 10 gennaio 2023.
|    | Naz.                                       | Ruolo | Sportivo        | Anno | Alt. | Peso |  |
| -- | ------------------------------------------ | ----- | --------------- | ---- | ---- | ---- |  |
| 4  | Stati Uniti (bandiera) · Kosovo (bandiera) | G     | Scott Bamforth  | 1989 | 188  | 86   |  |
| 9  | Serbia (bandiera)                          | G     | Stefan Momirov  | 1999 | 198  | 87   |  |
| 10 | Spagna (bandiera)                          | P     | Sergi García    | 1997 | 193  | 82   |  |
| 17 | Serbia (bandiera)                          | AG    | Marko Luković   | 1992 | 206  | 91   |  |
| 20 | Serbia (bandiera)                          | G     | Nemanja Nenadić | 1994 | 197  | 88   |  |
| 21 | Germania (bandiera)                        | P     | Justus Hollatz  | 2001 | 191  | 82   |  |
| 22 | Stati Uniti (bandiera)                     | C     | Ethan Happ      | 1996 | 208  | 107  |  |
| 23 | Spagna (bandiera)                          | P     | Erik Quintela   | 1991 | 186  | 80   |  |
| 35 | Austria (bandiera)                         | AC    | Luka Brajkovic  | 1999 | 208  | 113  |  |
| 42 | Spagna (bandiera)                          | P     | Sergi Quintela  | 1996 | 185  | 76   |  |
| 77 | Spagna (bandiera)                          | C     | Víctor Arteaga  | 1992 | 213  | 109  |  |
| 99 | Croazia (bandiera)                         | AP    | Toni Nakić      | 1999 | 203  | 89   |  |

### Staff tecnico
| Allenatore: | Veljko Mršić                |
| Assistenti: | Javier Muñoz, Fernán Varela |

## Palmarès
- Liga LEB Oro: 3

1998-1999, 2017-2018, 2020-2021
- Copa Princesa de Asturias: 3

2008, 2018, 2021